# América Football Club (Ceará)

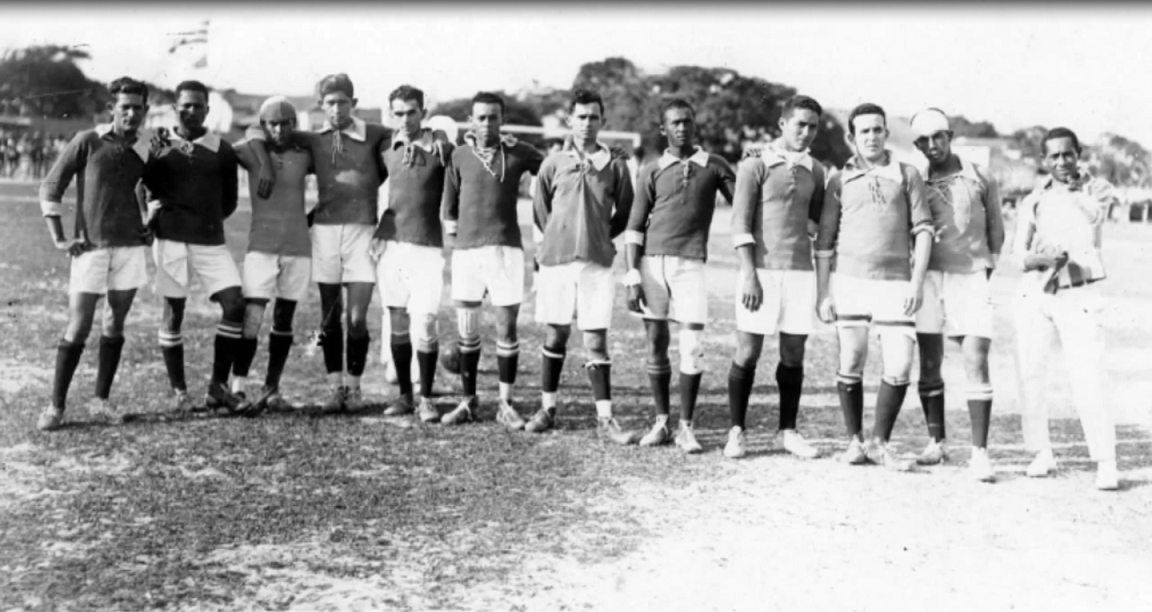
América de Fortaleza en 1927.

El América Football Club, conocido también como América de Fortaleza, es un equipo de fútbol de Brasil que juega en el Campeonato Cearense de Tercera División, la tercera categoría del estado de Ceará.

## Historia
Fue fundado el 11 de noviembre de 1920 en el municipio de Fortaleza, la capital del estado de Ceará como un club multideportivo con secciones en deportes en varias categorías como baloncesto, voleibol y fútbol sala, este último es uno de los mejores equipos de fútbol sala del estado de Ceará que ganó ocho títulos estatales entre las décadas de los años 1950 y años 1960.
El club consiguió su primer título estatal en 1935, aunque sus mayores logros llegaron entre los años 1950 y años 1960 en los que figuran el título de la Copa Norte de 1967, que los llevó a jugar en el Campeonato Brasileño de Serie A de ese año en donde terminaron en el sexto lugar, aunque no participa en la primera división del Campeonato Cearense desde 1997.

## Partidos internacionales
El club ha obtenido históricamente buenos resultados a nivel internacional, principalmente en amistosos, donde destacan una victoria por 1-0 ante Guayana Francesa y un empate 0-0 ante Trinidad y Tobago.

## Palmarés

### Regional
- Grupo Norte de la Taça Brasil: 1

1967

### Estatales
- Campeonato Cearense: 2

1935, 1966
- Campeonato Cearense de Serie C: 1

2013
- Torneo Inicio de Ceará: 6

1924, 1950, 1956, 1957, 1963, 1970

## Jugadores

### Jugadores destacados
- Mário Jardel
- Fernando Carlos
- Canhoteiro